# Harry Potter and the Chamber of Secrets (игра)
Harry Potter and the Chamber of Secrets (рус. «Гарри Поттер и Тайная комната») — компьютерная игра, основанная на второй книге о Гарри Поттере; выпущена Electronic Arts совместно с Warner Bros. Interactive Entertainment в 2002 году.
Игра имеет несколько вариантов: версия для ПК разработана KnowWonder и перенесена на Mac компанией Westlake Interactive. Версия для портативной приставки Game Boy Color была разработана Griptonite Games. Версия для PlayStation разработана Argonaut Games. Версии для Game Boy Advance, Xbox и GameCube разработаны Eurocom. PlayStation 2-версия разработана компанией EA UK совместно с Eurocom.
Издателем выступила компания Electronic Arts совместно с Warner Bros. Interactive Entertainment.

## Сюжет
Основная сюжетная линия игры перекликается с сюжетом книги и фильма, однако версии для различных платформ отличаются построением сюжета и игровыми заданиями (см. раздел «Различия версий»).
Летние каникулы. После первого года обучения в Школе Чародейства и Волшебства Хогвартс, Гарри снова вынужден жить в семье родственников Дурслей. Он давно не получал писем от своих друзей, Рона и Гермионы, несмотря на данное ими обещание писать.
В двенадцатый День рождения Гарри, дядя Вернон (не вспомнив о праздничной дате) принимает гостей, потенциальных партнёров по бизнесу. Он велит Гарри сидеть тихо в своей комнате, не показываясь пришедшим. Внезапно в комнате появляется странное существо, которое представляется как домовой эльф Добби и предупреждает его о том, что он окажется в смертельной опасности, если вернётся в Хогвартс. Добби признаётся, что похищал письма друзей, так как не хотел подвергать Гарри опасности. Гарри настаивает на том, что он вернется в Хогвартс, в результате чего Добби устраивает переполох в доме, испортив торжественный прием гостей. Дурсли запирают Гарри в комнате, к тому же, вскоре приходит предупредительное письмо о недопустимости использования магии вне школы.
Однажды ночью на старом автомобиле «Форд Англия» к Гарри прилетают его школьные друзья, братья Уизли — Рон, Фред и Джордж. Они выручают Гарри из заточения и отвозят к себе в дом, который они шуточно называют Норой.
Наступает время ехать за покупками перед школой. Гарри вместе с семьёй Уизли отправляется в Косой Переулок. Там он встречает своих друзей — Хагрида и Гермиону. В книжной лавке у них случается конфликт с Драко Малфоем и его отцом Люциусом. От мистера Уизли, Гарри узнает, что Малфоя-старшего обвиняли в связях с Волан-де-Мортом. В той же книжной лавочке, Гарри знакомится со знаменитым писателем Златопустом Локонсом, который сообщает ему, что он теперь будет новым преподавателем по Защите от темных искусств.
На вокзал «Кингс-Кросс» семья Уизли и Гарри едут на Форде Англия. Гарри и Рон должны попасть на тайную платформу волшебников последними, но у них это не получается: барьер, через который они должны пройти, их не пускает. В отчаянии от того, что они могут опоздать, они берут машину отца Рона и летят в Хогвартс на ней. Прилетев туда, машина случайно врезается в Гремучую Иву. Гарри и Рон, опаздывая, бегут к замку.
Начинаются учебные дни. Гарри ходит на лекции и отрабатывает наказание за своё опоздание, отвечая на почту поклонников Златопуста Локонса. После очередного вечера, проведенного за «наказанием», Гарри слышит странный шёпот, который издается из стен. Позже, уже идя с Роном по коридору, Гарри слышит этот же шёпот и даже различает некоторые слова, но Рон отвечает, что услышал лишь какое-то шипение.
Происходит торжественное открытие Клуба Дуэлей. Первым участником волшебного поединка оказывается Гарри, а его соперником — Драко Малфой. В схватке, Драко использует недопустимое заклинание и вызывает живую змею. Однако, вопреки задумке Малфоя, змея набрасывается на одного из зрителей. Тогда Гарри открывает в себе способность повелевать змеями и приказывает змее оставить в покое ученика. Публика странно реагирует на его действия и смотрит на него с подозрением. После поединка, Рон рассказывает Гарри, что тот, по видимому, змееуст. Так называется редкое умение разговаривать со змеями, которым обладали преимущественно темные волшебники, в числе которых — Волан-де-Морт, убийца родителей Гарри.
Позднее Гарри Поттер сталкивается с таинственными событиями: кто-то превращает обитателей Хогвартса в окоченевшие статуи, а на стене в коридоре третьего этажа появляется кровавая надпись «Тайная комната открыта, враги наследника — трепещите». Из-за способности с Гарри говорить со змеями, все подозрения падают на него. В то же время, учителя отрицают возможность существования Тайной комнаты, в которую, согласно легенде, один из основателей школы — Салазар Слизерин, заточил древнейшее зло.

#### Актёры озвучивания
Английскую версию озвучивали:
- Том Аттенбороу — Гарри Поттер
- Грегг Чиллин — Рон Уизли
- Эмили Робинсон — Гермиона Грейнджер
- Крис Кросби — Пивз
- Бенджамин Стоун — Альбус Дамблдор
- Ева Капф — Профессор Макгонагалл, Помона Стебль, Мадам Трюк
- Виктория Робинсон — Джинни Уизли и Плакса Миртл
- Аллан Кордюнер — Северус Снегг, Филиус Флитвик, Люциус Малфой
- Марк Ровентал — Златопуст Локонс
- Джонатан Кидд — Хагрид
- Льюис Маклауд — Драко Малфой, Фред и Джордж Уизли
- Гарри Робинсон — Невилл Долгопупс, Грегори Гойл, Том Реддл
- Фред Риджуэй — Арагог
- Дэниел Ирвинг — ученик Слизерина

Шарлотта Фьюдж и Бэн Эвис озвучили второстепенных учеников Хогвартса. Рассказчик (закадровый голос, кратко пересказывающий некоторые события книги) — Стивен Фрай.

## Игровой процесс

Применение заклинания Алохомора на картину (версия для ПК).

Игровой процесс игры представлен в виде аркады с обзором от третьего лица, сочетая в себе простые элементы квеста. Между обязательными сюжетными заданиями, игрок может изучать секреты замка, участвовать в турнирах по квиддичу, а также посещать Клуб Дуэлей. За участие в мини-играх, исследование территорий Хогвартса и поиски скрытых мест, игрок получает бонусы — волшебные конфеты «Всевкусные конфеты Берти Боттс», которые служат своеобразной валютой в Хогвартсе — на них можно покупать у других учеников коллекционные волшебные карточки, зелье и «исцеляющих» здоровье шоколадных лягушек, а также спортивное снаряжение у Фреда и Джорджа.
В отличие от предыдущей игры, появилось свободное перемещение по школе между заданиями — после каждого испытания игрок может вновь возвращаться к секретным местам в Хогвартсе и его дворе, а также заново проходить некоторые испытания и искать карточки в классах, где проводятся уроки и прочих местах. Также испытания по заклинаниям проводятся на время, то есть за их быстрое выполнение Гриффиндору начисляются дополнительные баллы.

### Квиддич
Квиддич — спортивная игра в мире волшебников, в неё играют на летающих метлах четырьмя мячами. Трое охотников пытаются попасть в кольца, красным мячом, который называется квоффл. Вратарь охраняет эти кольца. Также, над полем на огромной скорости носятся синие бладжеры и пытаются сбить игроков с метел. Двое загонщиков отбивают эти бладжеры в игроков противника.
Гарри играет ловцом и его задача поймать небольшой золотистый мячик — снитч, раньше, чем это сделает ловец противника. За поимку снитча команде насчитывается 150 очков, за каждый гол — 10 очков. В случае выигрыша, разницу в счёте между командой Гриффиндора и соперником прибавляют к баллам Гриффиндора.
В турнире 6 матчей: по очереди команда Гриффиндора дважды сыграет с каждой командой факультетов: Когтевран, Пуффендуй и Слизерин. За ловца Слизерина играет Драко Малфой.
Сыграть в квиддич игрок может в сюжетных заданиях, а также в любое время между другими заданиями, придя на стадион.

### Клуб Дуэлей
Клуб Дуэлей открыт учителем Златопустом Локонсом после испытания с Рогом Двурога. Каждый участник, перед поединком с другим учеником, оставляет в залог выбранное количество бобов «Берти Боттс». Победителю дуэли достаются конфеты проигравшего. Никто не согласится сражаться, если у тебя не хватит хотя бы одной конфеты.
Разрешено сражаться тремя заклятиями: Риктусемпра — отбрасывает противника и уменьшает его выносливость; Мимбльвимбль — мешает противнику применить следующее заклинание, Экспеллиармус — перебрасывает заклятие противника на него самого с увеличенной мощью. Выбор заклинания осуществляется правой кнопкой мыши или клавишей пробела. Прыжки и принятие зелий во время дуэли недоступны, так как запрещены Локонсом.
Сумма залога у каждого соперника разная. Начинает турнир по дуэлям Гарри с самым слабым соперником, затем продвигается вверх по «турнирной таблице» — специальному пергаменту, прикреплённому у входа в Большой Зал. В случае победы над очередным соперником появляется возможность сразиться с следующим по силе соперником. Этот соперник появляется в коридоре возле Большого Зала, при сражении с ним сумма залога возрастает вдвое. Сражаться с одним и тем же соперником можно неоднократно.

### Торговая сеть
Братья-близнецы Уизли открыли в Хогвартсе торговую сеть. В качестве валюты используются драже «Берти Боттс». Ученики торгуют карточками (150—300 конфет за карточку) и ингредиентами для зелий, а сами Фред и Джордж продают снаряжение для квиддича. Никто не продаст своего товара если у тебя не хватает хотя бы одной конфеты.

### Соревнование факультетов
Также как и в предыдущей игре, есть соревнование факультетов — каждый из факультетов получает баллы за хорошее прохождение испытаний или победу в турнире по квиддичу. В конце каждой недели проходит Церемония награждения, в результате которой ученик факультета, набравшего наибольшее количество очков, может посетить Комнаты сбора бонусов драже «Берти Боттс». Время на сбор драже ограничено. Как правило, здесь чаще всех соперничают Гриффиндор и Слизерин и, если по очкам лидирует последний, то в Комнату сбора войдёт Драко Малфой. Игра за него не предусмотрена.

### Предметы
В игре встречается множество предметов, которые можно подобрать
Это: сундуки с бонусами — в них может находиться всё, что угодно: от конфет «Берти Боттс» до полтергейста Пивза; шоколадная лягушка — лакомство, которое прибавляет здоровья Гарри; в отличие от предыдущей игры, пытаются убежать от Гарри или спрыгнуть в пропасть; кора рябины и слизь Флоббер-червя — ингредиенты Рябинового Отвара, добавляющего здоровье Гарри; Рог Двурога, Шкура Бумсланга и частица Гойла — ингредиенты Оборотного Зелья, которые потребуется найти в трёх квестах; Нимбус 2001 — более быстрая метла, которая облегчает поимку снитча. Броня для квиддича — помогает Гарри во время погони за снитчем удержаться от атак ловцов-соперников.
В верхнем уголке экрана отображается Молния, она символизирует здоровье Гарри. Игра начинается с одной молнией, однако с выполняем заданий их количество может возрасти (максимально доступно 6 «молний»).
Есть коллекционный элемент: так, Гарри может собирать коллекционные карточки с изображениями великих волшебников. Всего в игре 101 карта, они разделены на бронзовые (50 шт.), серебряные (40 шт.) и золотые (11 шт). Помимо коллекционной ценности, карточки дают различные преимущества. Сбор десяти бронзовых карточек даёт 1 «молнию».
При нахождении партии из десяти серебряных карточек, всего их 4 (соответственно 40 карточкам), можно получить Серебряный Ключ к тайнику. При нахождении всех ключей открывается вход в комнату золотых карточек. А если в комнате золотых карточек собрать все 10, то в качестве подарка получаешь, последнюю, 101-ю, с изображением Гарри Поттера.
При касании к Книге сохранения игрок сохраняет свой прогресс. После входа в игру в середине этапа, или если Гарри погибает, игра автоматически возвращается на то место, где он в последний раз прикоснулся к ней.

## История разработки
Над каждой версией игры «Гарри Поттер и Тайная комната» (так же, как и над предыдущей и следующей частью) работала отдельная компания. Так, версию для персонального компьютера разработала студия KnowWonder; версия для PlayStation создана компанией Argonaut Games, а Eurocom была поручена разработка версии для Xbox, GameCube, PlayStation 2 и Game Boy Advance. В связи с этим, несмотря на то, что основная сюжетная канва сохранена, каждая версия отличается друг от друга — как техническим исполнением, так и второстепенными заданиями.
Издателем этой и всех последующих частей игры выступила компания Electronic Arts совместно с Warner Bros. Interactive Entertainment.

### Различия версий
Версия для PlayStation 1
Игровой процесс в версии для PlayStation 1 начинается с приезда Гарри в Нору. На территории Норы, Гарри выполняет различные поручения — помогает мистеру Уизли убрать со двора ненужные вещи, выдворяет гномов с огорода, сражается в волшебном поединке с Фредом и Джорджем а также участвует в поисках Джинни Уизли, сестры Рона, которая пропала в лесу.
Все предыдущие события, описанные в разделе «Сюжет», показаны в виде рисованных иллюстраций, снабженных закадровым текстом, который читает британский актёр Стивен Фрай.
Когда Гарри и Рон опаздывают на поезд и решают лететь в Хогвартс на автомобиле мистера Уизли, игроку передается управление автомобилем. Глава заканчивается тем, что Гарри и Рон прилетают в школу, врезаясь в Гремучую Иву.
Версия для ПК
Версия игры на ПК начинается с краткого изложения событий, предшествующих приезду в Хогвартс. Первый игровой эпизод начинается с того, что Гарри и Рон влетают на автомобиле в Гремучую Иву, после чего дерево хватает Рона своими ветвями и Гарри вынужден спасать его. В конце эпизода, Гарри и Рон, опаздывая, являются в Хогвартс.
На протяжении игры, необходимо будет посещать уроки (всего предусмотрено несколько «испытаний» — отдельное для каждого из заклинаний), выполнять второстепенные и основные задания, между которыми можно исследовать замок и его окрестности, находя предусмотренные разработчиками секреты, хотя в отличие от предыдущей серии игры, они не меняются со временем. Игровые эпизоды сопровождаются заставками на движке игры, часто с авторским текстом, который читает Стивен Фрай.
Версия для Mac (портирована с ПК)
Версия для Mac аналогична ПК-версии. За перенос игры отвечала компания Aspyr Media.
Версии для GameCube, Xbox, PlayStation 2
В версиях для GameCube и Xbox, Добби, Пивз и профессор Стебль не появляются. Игровые ролики поданы как заранее отрисованные сценки. Кроме того, в этих версиях больше маленьких второстепенных миссий, большая свобода перемещения по замку, и, так как выход состоялся позднее, чем у предыдущих версий — более технологичная графика.
В версии для PlayStation 2 события начинаются с приезда Гарри в Нору, где он выдворяет гномов, посещает Косой переулок, где выполняет несколько мини-миссий и учится заклинанию Люмос, а затем Гарри должен спасти Рона, попавшего в плен Гремучей Ивы. Показан эпизод из книги, где Гарри и Рон обсуждали отсутствие профессора Снегга, в то время как он стоял у них за спиной.
Гарри имеет больше возможностей движения, чем в других версиях: он может ползать, лазить, карабкаться, прыгать, бегать, ходить на цыпочках, наклоняться, цепляться, открывать книги, чесать затылок, открывать парты, шкафы, тайные проходы, держать руку «козырьком» во время полетов на метле, набирать в колбы зелья и прятать их в мантию, открывать сундуки и двери, прятаться и так далее. Также появились «стэлс»-элементы, связанные с передвижением по замку: в ночное время суток замок начинает патрулироваться старостами и Гарри должен каждый раз проскальзывать мимо них. Если староста поймает Гарри, то наложит на него обездвиживающее заклинание и отнимет несколько очков у факультета.
Версия для Game Boy Color
Версия игры для Game Boy Color по игровому процессу похожа на типичную ролевую игру, и выполнена в двумерной графике. Игроку необходимо выполнять задания, играя поочередно за Гарри, Рона, Гермиону и Златопуста Локонса.

## Игровой движок
Компьютерная версия игры использует игровой движок Unreal Engine версии 1.5. В технологическом плане, в «Тайной комнате» появилось несколько значительных улучшений, по сравнению с «Философским камнем». Например, возможность двигаться вправо и влево, не разворачиваясь при этом на 180 градусов; лицевая анимация у персонажей; возможность пропускать игровые ролики. Летающие лестницы, которые присутствуют в фильмах, были впервые реализованы в этой игре.
В игре присутствует режим отладки, который использовали разработчики при создании игры. В этом режиме существует опция «свободного полета» игровой камеры, и возможность попасть в некоторые локации, недоступные в игре (и не предназначенные для посещения игроком, например, показанные только в одном из роликов).
Версия игры для приставки PlayStation 1 работает на игровом движке компании Argonaut Games — BRender.

## Рецензии и оценки
| Сводный рейтинг       | Сводный рейтинг       | Сводный рейтинг | Сводный рейтинг       | Сводный рейтинг      | Сводный рейтинг | Сводный рейтинг       | Сводный рейтинг       |
| Издание               | Оценка                | Оценка          | Оценка                | Оценка               | Оценка          | Оценка                | Оценка                |
| Издание               | GBA                   | GBC             | GC                    | PC                   | PS              | PS2                   | Xbox                  |
| --------------------- | --------------------- | --------------- | --------------------- | -------------------- | --------------- | --------------------- | --------------------- |
| GameRankings          | 73,44 %               | 77,33 %         | 73,29 %               | 71,46 %              | 70,50 %         | 70,44 %               | 74,58 %               |
| Metacritic            | 76 / 100 (11 обзоров) |                 | 77 / 100 (14 обзоров) | 77 / 100 (8 обзоров) |                 | 71 / 100 (16 обзоров) | 77 / 100 (25 обзоров) |
| MobyRank              | 71 / 100              |                 | 75 / 100              | 77 / 100             |                 | 75 / 100              | 79 / 100              |
| Иноязычные издания    |                       |                 |                       |                      |                 |                       |                       |
| Издание               | Оценка                | Оценка          | Оценка                | Оценка               | Оценка          | Оценка                | Оценка                |
| Издание               | GBA                   | GBC             | GC                    | PC                   | PS              | PS2                   | Xbox                  |
| 1UP.com               | B+                    |                 | A-                    |                      | C+              |                       | B-                    |
| AllGame               | [ 25 ]                | [ 26 ]          | [ 27 ]                | [ 28 ]               | [ 29 ]          | [ 30 ]                | [ 31 ]                |
| CVG                   | 6,0 / 10              | 8,0 / 10        | 8,0 / 10              | 7,0 / 10             | 7,0 / 10        | 8,0 / 10              | 8,0 / 10              |
| GameSpot              | 7,0 / 10              |                 | 7,3 / 10              |                      |                 |                       |                       |
| IGN                   | 7,8 / 10              |                 | 8,9 / 10              | 8,0 / 10             |                 | 8,4 / 10              | 8,7 / 10              |
| PC Zone               |                       |                 |                       | 7,4 / 10             |                 |                       |                       |
| XboxAddict            |                       |                 |                       |                      |                 |                       | 76 %                  |
| GameStats             | 7,0 / 10              | 7,4 / 10        | 7,6 / 10              | 7,4 / 10             | 6,6 / 10        | 7,5 / 10              | 7,6 / 10              |
| Русскоязычные издания |                       |                 |                       |                      |                 |                       |                       |
| Издание               | Оценка                | Оценка          | Оценка                | Оценка               | Оценка          | Оценка                | Оценка                |
| Издание               | GBA                   | GBC             | GC                    | PC                   | PS              | PS2                   | Xbox                  |
| Absolute Games        |                       |                 |                       | 75 %                 |                 |                       |                       |
| «Домашний ПК»         |                       |                 |                       | [ 56 ]               |                 |                       |                       |
| «Игромания»           |                       |                 |                       | 8,0 / 10             |                 |                       |                       |
| «Страна игр»          |                       |                 |                       | 7,0 / 10             |                 |                       |                       |

Игра получила положительные оценки профильной прессы и игроков.

## Саундтрек
Композитором игры стал Джереми Соул, благодаря которому Harry Potter And The Chamber Of Secrets получила премию BAFTA в области игр 2004 года в номинации «Original Music». Всего было создано 30 тематических композиций, по мотиву похожих на мелодии из фильмов о Гарри Поттере.
Музыка была исполнена Лондонским симфонический оркестром.
Саундтрек был издан на отдельном компакт-диске.
| - 1. Harry Potter and the Chamber of Secrets Title Theme — 2:37 - 2. DADA Action — 1:10 - 3. Playful 2 — 2:13 - 4. Slug Chase/Broom Lesson — 1:09 - 5. Willow Boss — 1:16 - 6. Willow Level 3 — 2:14 - 7. Night — 1:36 - 8. Aragog Boss — 1:11 - 9. Day — 2:07 - 10. Day Follow — 1:29 - 11. Draco — 0:48 - 12. Flying — 1:23 - 13. Willow Level 2 — 2:16 - 14. Action — 1:08 - 15. House Point Theme — 1:00 - 16. Storybook — 1:26 - 17. Washing — 1:10 - 18. Anglia Flying — 1:01 - 19. Cauldrons — 1:12 - 20. Fred George — 2:04 - 21. Spell Atmos — 2:14 - 22. Spider Action — 1:04 - 23. Library Enter — 1:16 - 24. Snitch — 0:32 - 25. Stealth Pursuit — 1:15 - 26. Stealth Search — 1:08 - 27. Diagon Playful — 1:07 - 28. Library Tower — 1:11 - 29. Ball Smash — 0:29 - 30. Harry Potter and the Chamber of Secrets, alternative theme — 2:32 |